# Herman Joseph Alerding
Herman Joseph Alerding (* 13. April 1845 in Westfalen, Deutschland; † 6. Dezember 1924 in Fort Wayne, Indiana) war ein US-amerikanischer Geistlicher und römisch-katholischer Bischof von Fort Wayne.

## Leben
Herman Joseph Alerding kam als Sohn einer westfälischen Einwandererfamilie in die Vereinigten Staaten und wuchs in Newport, Kentucky, auf. Er empfing am 22. September 1869 durch den Bischof von Vincennes, Jacques-Maurice des Landes d’Aussac De Saint Palais, das Sakrament der Priesterweihe.
Papst Leo XIII. ernannte ihn am 30. August 1900 zum Bischof von Fort Wayne. Die Bischofsweihe spendete ihm der Erzbischof von Cincinnati, William Henry Elder am 30. November desselben Jahres; Mitkonsekratoren waren der Weihbischof in Indianapolis, Denis O’Donaghue, und der Bischof von Columbus, Henry Moeller.

## Veröffentlichungen
- A History of the Catholic Church in the Diocese of Vincennes, 1885[1]
- The Diocese of Fort Wayne 1857 – September 22 1907. A Book of Historical Reference 1669–1907, [Volume 1], Archer Print. Co., Fort Wayne 1907, (als Digitalisat)